# Sadisfaction
Sadisfaction è il primo album in studio del gruppo musicale tedesco Gregorian, pubblicato nel 1991 dalla Metronome Musik.
L'album è stato accompagnato dal duo vocale The Sisters of Oz, formato da Susana Espelleta e Birgit Freud. Lo stile adottato era più orientato verso il pop, prendendo esempio dagli Enigma, e Sadisfaction rappresenta l'unico album in tale stile.

## Tracce
1. Watcha Gonna Do – 4:04
2. Once in a Lifetime – 4:09
3. So Sad – 3:36
4. Forever – 3:08
5. The Quiet Self – 5:29
6. Reflect – 2:53
7. Monastery – 3:19
8. Gonna Make You Mine – 3:16
9. You Take My Breath Away – 4:26
10. I Love You – 3:29
11. Why Did You Go (I Feel Sad) – 3:45
12. The Mission – 3:15
13. Depressions – 2:59